# 大島 (川崎市)
大島（おおしま）は、神奈川県川崎市川崎区の町名。現行行政地名は大島1丁目から大島5丁目。住居表示実施済区域。面積は58.31 ha。

## 地理
川崎区の北西部に位置し、かつて多摩川が作った三角州の一部で、土地は全体に平坦である。一帯は住宅地となっているほか大衆演劇の劇場があるなど、庶民的な街である。
大島は北端で富士見・中島・藤崎と、東端で桜本と、南端で神奈川県道101号扇町川崎停車場線（新川通）を挟んで浜町・追分町・大島上町と、西端で境町と接する。これらの町域はすべて川崎区に属しており、大島は区境・市境に接していない。

### 地価
住宅地の地価は、2025年（令和7年）1月1日の公示地価によれば、大島3-37-15の地点で32万3000円/m²となっている。

## 歴史

### 中世以前
詳細は不明であるが、当地からは貝塚のように貝が発掘されており、浮洲上での生活がうかがわれる。また、当地の真観寺は814年（弘仁5年）の創建と伝わるほか、八幡社についても後三年の役の際に当地から源氏へ提供された兵糧への返礼として建てられたという伝承がある。さらに、近世の文献から、平安末期の河崎荘に大島が含まれていたことがうかがわれる。
真観寺の観音像の胎内にあった銘によれば、この寺は1595年（文禄4年）に中興したという。

### 江戸時代
江戸時代の当地は橘樹郡大島村として天領であった。村高は、正保期の『武蔵田園簿』で477石あまり（別に塩の賦課や野銭場もあり）、『元禄郷帳』では591石あまり、『天保郷帳』では684石7斗あまり、幕末の『旧高旧領取調帳』でも684石あまりであった。年貢以外の負担として、川崎宿の定助郷や鷹狩用のケラ、江戸城に放つホタルなどの上納も課されていた。
『新編武蔵風土記稿』によれば、家は144軒あり、そのうち飛地（現在の伊勢町付近）に6軒建っていたという。水は二ヶ領用水を用いたが、下流にあって水が回らないことがあり、1821年（文政4年）には用水の下流に位置した川崎領の20村が団結して溝口村の名主宅を襲撃するという溝口水騒動が勃発している。また、海岸線も開拓が進められ、大島新田や大師河原の池上家による池上新田が成立していった。

### 明治以降
明治維新以降、当地は神奈川県に属し、行政上は大島村→田島村→田島町→川崎市と推移していった。明治期には沿岸部を埋め立てて果樹園とする構想のもとに青木新田（現浅野町）が成立したが、近隣にできた日本鋼管へ向けて道路が引かれるなど、周辺は工業地と化していった。大正時代から昭和初頭にかけて、耕地整理が行われて大島からいくつか町が分立していったが、川崎市が政令指定都市に移行するのと前後して区画整理・住居表示が行われ、町名もそこで再編成された。

### 地名の由来
もともとこの周辺一帯は多摩川のデルタ地帯にあたり、その中にあった当地が大きな中州であったことからその名が付いたのであろうと考えられている。

### 沿革
- 814年（弘仁5年）- 真観寺の創建と伝わる。
- 1603年（慶長8年）- 江戸幕府が開かれる。大島村が天領となる。
- 1694年（元禄7年）- 川崎宿の定助郷となる。
- 1770年（明和7年）- 沿岸部の大島新田が完成（約15年の工事）[8]。
- 1821年（文政4年）- 溝口水騒動。
- 1837年（天保8年）- 天保の大飢饉。当地では村人668人中545人が飢える[12]。
- 1868年（明治元年）- 明治維新。当地は神奈川県に属する。
- 1874年（明治7年）- 大区小区制の施行により、当地は第4大区第3小区に属する[13]。
- 1889年（明治22年）- 町村制の施行により、田島村が成立。大島はその大字となる（飛地は川崎町へ編入）[13]。
- 1904年（明治37年）- 青木新田の埋め立てが完工[13]。
- 1914年（大正3年）- 鋼管新道が通される[13]。
- 1917年（大正6年）- 耕地整理組合が結成される[13]。
- 1922年（大正11年）- 一部が新川通・境町へ分立[12]。
- 1923年（大正12年）
  - 田島村が町制を施行する。田島町大島となる。
  - 関東大震災で被害を受ける。
- 1924年（大正13年）- 大島自動車商会により、川崎駅 - 大島四ツ角間にバスが通る[12]。
- 1927年（昭和2年）- 田島町が川崎市に編入される。川崎市大島となる。
- 1928年（昭和3年）- 一部が中島・伊勢町・旭町となる[12]。
- 1934年（昭和9年）- 一部が藤崎町へ分立[12]。
- 1936年（昭和11年）3月 -  耕地整理に伴い、一部が大島町1丁目・小田栄町・東渡田となる[12]。
- 1938年（昭和13年）4月 - 耕地整理に伴い、一部が大島町2～5丁目・鋼管通・浜町・浅野町・桜本町となる[12]。
- 1940年（昭和15年）- 川崎市立向小学校が開校[5]。
- 1939年（昭和14年）3月 - 耕地整理に伴い、一部が中島町・富士見公園となる[12]。
- 戦時中 - 捕虜収容所が作られる[5]。
- 1945年（昭和20年）- 川崎大空襲の被害を受ける。
- 1953年（昭和28年）- 川崎海員会館が設置される[5]。
- 1955年（昭和30年）- 川崎市立東大島小学校が開校[5]。
- 1967年（昭和42年）- 住居表示の実施に伴い、大島から一部が池上新町となる[12]。
- 1970年（昭和45年）- 住居表示の実施に伴い、大島町から一部が大島上町・大島1丁目・渡田となる[12]。
- 1972年（昭和47年）
  - 川崎市が政令指定都市に移行。川崎市川崎区大島ほかとなる。
  - 8月 - 住居表示の実施に伴い、大島町・境町・藤崎の各一部から大島1～5丁目が成立[5]。
- 1973年（昭和48年）3月 - 住居表示の実施に伴い、大字として残存していた大島は浜町の一部となり消滅[12]。大島町も追分町・鋼管通・浜町の各一部となり消滅[12]。

## 世帯数と人口
2025年（令和7年）6月30日現在（川崎市発表）の世帯数と人口は以下の通りである。
| 丁目      | 世帯数    | 人口     |
| --------- | --------- | -------- |
| 大島1丁目 | 1,518世帯 | 2,664人  |
| 大島2丁目 | 760世帯   | 1,304人  |
| 大島3丁目 | 1,669世帯 | 2,700人  |
| 大島4丁目 | 1,158世帯 | 2,199人  |
| 大島5丁目 | 1,438世帯 | 2,614人  |
| 計        | 6,543世帯 | 11,481人 |

### 人口の変遷
国勢調査による人口の推移。
| 年                 | 人口   |
| ------------------ | ------ |
| 1995年（平成7年）  | 12,646 |
| 2000年（平成12年） | 11,608 |
| 2005年（平成17年） | 11,312 |
| 2010年（平成22年） | 11,313 |
| 2015年（平成27年） | 10,791 |
| 2020年（令和2年）  | 11,360 |

### 世帯数の変遷
国勢調査による世帯数の推移。
| 年                 | 世帯数 |
| ------------------ | ------ |
| 1995年（平成7年）  | 5,334  |
| 2000年（平成12年） | 5,138  |
| 2005年（平成17年） | 5,091  |
| 2010年（平成22年） | 5,395  |
| 2015年（平成27年） | 5,236  |
| 2020年（令和2年）  | 5,998  |

## 学区
市立小・中学校に通う場合、学区は以下の通りとなる（2025年1月時点）。
| 丁目      | 番・番地等 | 小学校               | 中学校             |
| --------- | ---------- | -------------------- | ------------------ |
| 大島1丁目 | 全域       | 川崎市立向小学校     | 川崎市立渡田中学校 |
| 大島2丁目 | 全域       | 川崎市立向小学校     | 川崎市立渡田中学校 |
| 大島3丁目 | 全域       | 川崎市立東大島小学校 | 川崎市立渡田中学校 |
| 大島4丁目 | 全域       | 川崎市立向小学校     | 川崎市立渡田中学校 |
| 大島5丁目 | 全域       | 川崎市立東大島小学校 | 川崎市立渡田中学校 |

## 事業所
2021年（令和3年）現在の経済センサス調査による事業所数と従業員数は以下の通りである。
| 丁目      | 事業所数  | 従業員数 |
| --------- | --------- | -------- |
| 大島1丁目 | 66事業所  | 570人    |
| 大島2丁目 | 56事業所  | 322人    |
| 大島3丁目 | 130事業所 | 762人    |
| 大島4丁目 | 65事業所  | 1,179人  |
| 大島5丁目 | 86事業所  | 520人    |
| 計        | 403事業所 | 3,353人  |

### 事業者数の変遷
経済センサスによる事業所数の推移。
| 年                 | 事業者数 |
| ------------------ | -------- |
| 2016年（平成28年） | 403      |
| 2021年（令和3年）  | 403      |

### 従業員数の変遷
経済センサスによる従業員数の推移。
| 年                 | 従業員数 |
| ------------------ | -------- |
| 2016年（平成28年） | 2,682    |
| 2021年（令和3年）  | 3,353    |

## 交通

### 路線バス
1924年（大正13年）に大島自動車商会によって運行開始となった川崎駅 - 大島四ツ角の路線バスは、その後に川崎大師まで延伸され、2024年現在も川崎鶴見臨港バスが川23系統として運行している。このほか、川崎鶴見臨港バス・川崎市交通局の路線が当地を通っている。

### 道路
神奈川県道101号扇町川崎停車場線（新川通）が当地の南端を通過している。

## 施設
- 真観寺
- 大島八幡神社
- 川崎海員会館

### 金融機関
- 横浜銀行大島支店
- 川崎信用金庫大島支店
- セレサ川崎農業協同組合大島支店

### 教育
- 川崎市立向小学校
- 川崎市立東大島小学校

## その他

### 日本郵便
- 郵便番号 : 210-0834[3]（集配局：川崎港郵便局[25]）

### 警察
町内の警察の管轄区域は以下の通りである。
| 丁目      | 番・番地等 | 警察署     | 交番・駐在所 |
| --------- | ---------- | ---------- | ------------ |
| 大島1丁目 | 全域       | 川崎警察署 | 大島町交番   |
| 大島2丁目 | 全域       | 川崎警察署 | 大島町交番   |
| 大島3丁目 | 全域       | 川崎警察署 | 大島町交番   |
| 大島4丁目 | 全域       | 川崎警察署 | 大島町交番   |
| 大島5丁目 | 全域       | 川崎警察署 | 藤崎交番     |